# قزم (فلم)
قزم (بالإنجليزية: Elf) هو فيلم عيد ميلاد كوميدي أمريكي تم إنتاجه في سنة 2003 وهو من إخراج جون فافرو وبطولة ويل فيريل وجيمس كان وزوي ديشانيل وماري ستينبرجن وإدوارد أسنر وبوب نيوهارت. تم إنتاج الفيلم عن طريق شركة نيو لاين سينما. قصة الفيلم تتكلم عن واحد من أقزام بابا نويل أو سانتاكلوس إسمه بودي هوبس يذهب كي يتعلم كيفية عيش الهوية الحقيقية للإنسان في مدينة نيويورك ليتعرف بعدها على والده الحقيقي هناك. حقق الفيلم أرباح كبيرة وصلت ل220 مليون دولار أمريكي، تم إنتاج مسلسل رسوم متحركة عنه لهذا الفيلم بعنوان إيلف: بدي ميوزيكال كرسمس.

## البطولة
- ويل فيريل بدور بدي هوبس
- جيمس كان بدور والتر هوبس ناشر كتب ووالد بدي هوبس الحقيقي
- زوي ديشانيل بدور جوفي
- ماري ستينبرجن بدور إيميلي هوبس زوجة والتر هوبس
- دانييل تاي بدور مايكل هوبس الأخ الغير الشقيق لبدي هوبس
- إيد إيسنر بدور البابا نويل أو سانتا كلوس
- بوب نيوهارت بدور مربي الأقزام
- بيتر دنكليج بدور مايلس فينش
- إيمي سيداريس بدور ديب سكرتيرة والتر هوبس
- مايكل ليرنر بدور السيدة غرينواي
- أندي ريختر بدور موريس شريك والتر هوبس
- كايل غلاس بدور أوجين دوبري شريك والتر هوبس
- جون فافرو بدور الدكتور ليوناردو
- مات وولش
- بيتر بيلينغسلي
- فايزون لوف

## روابط خارجية
- مقالات تستعمل روابط فنية بلا صلة مع ويكي بيانات